# 天九镇
天九镇，是中华人民共和国江西省赣州市定南县下辖的一个乡镇级行政单位。

## 行政区划
天九镇下辖以下地区：
天花社区、天九商贸城社区、天花村、九曲村、兴联村、洋田村、陈坑村、兴隆村、樟联村、东山村、石盆村、桃溪村、黄塘村、红阳村、太康村、宾光村、五户村、新坳村、油田村和横山村。